# Грандваль (Берн)
Грандваль (нем. Grandval BE) — коммуна в Швейцарии, в кантоне Берн. 
Входит в состав округа Мутье. Население составляет 348 человек (на 31 декабря 2006 года). Официальный код — 0694.